# Mangarayi
Mangarayi är ett australiskt språk som talades av 50 personer år 1983. Mangarayi talas i Nordterritoriet. Mangarayi tillhör de gunwingguanska språken.